# Olympische Sommerspiele 1932/Moderner Fünfkampf

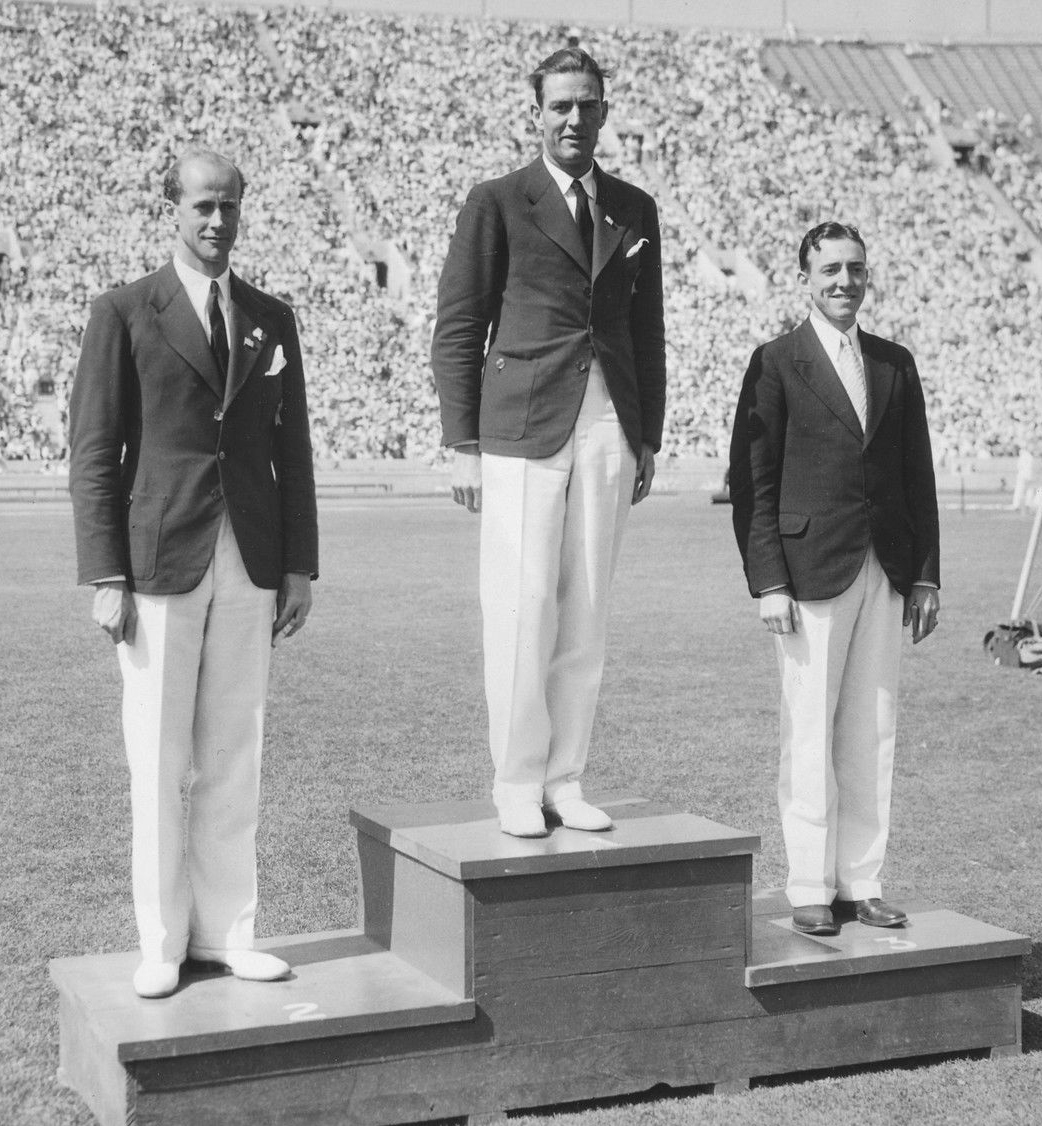
Siegerehrung, v. l.: Lindman, Oxenstierna, Mayo

Bei den X. Olympischen Sommerspielen 1932 in Los Angeles fand ein Wettbewerb im Modernen Fünfkampf statt.
Bo Lindman, der sich vier Jahre zuvor wegen schlechter Leistungen beim Schießen und Fechten um den Olympiasieg gebracht hatte, begann sehr stark. Er gewann den Geländeritt und belegte im Fechten den zweiten Platz belegte. Jedoch war das Schießen wieder die Problemdisziplin für Lindman, wo er nur den 19. Platz belegte. Sieger der Disziplin wurde Richard Mayo, der als Leutnant am Fort Sill in Oklahoma stationiert war, und führte nach drei Disziplinen mit einem Vorsprung von 7,5 Punkten das Klassement an. Jedoch konnte er sich mit Rang 14 im Schwimmen und Rang 17 im Crosslauf nicht an der Spitze behaupten und landete am Ende auf dem Bronzerang. Gold ging an Johan Oxenstierna, der Mayo im Crosslauf im Gesamttableau überholte. Silber sicherte sich Lindman, der ebenfalls in der letzten Disziplin an Mayo in der Gesamtwertung vorbeizog.

## Zeitplan
| Datum     | Sportart                | Wettkampfstätte                 |
| --------- | ----------------------- | ------------------------------- |
| 2. August | Geländeritt             | Riviera Country Club            |
| 3. August | Degenfechten            | 160th Regiment State Armory     |
| 4. August | Pistolenschießen        | Los Angeles Police Pistol Range |
| 5. August | 300 m Freistilschwimmen | Los Angeles Swimming Stadium    |
| 6. August | 4000 m Crosslauf        | Sunset Fields Golf Club         |

## Teilnehmende Nationen
- Deutsches Reich (3)
- Frankreich (1)
- Großbritannien (3)
- Italien (3)
- Mexiko (3)
- Niederlande (1)
- Portugal (2)
- Schweden (3)
- Ungarn (3)
- Vereinigte Staaten (3)

## Ergebnisse
| Platz | Land | Athlet               | Reiten | Reiten | Fechten | Schießen | Schießen | Schwimmen  | Schwimmen | Crosslauf   | Crosslauf | Gesamt |
| Platz | Land | Athlet               | Punkte | Punkte | Punkte  | Ringe    | Punkte   | Zeit       | Punkte    | Zeit        | Punkte    | Punkte |
| ----- | ---- | -------------------- | ------ | ------ | ------- | -------- | -------- | ---------- | --------- | ----------- | --------- | ------ |
| 1     | SWE  | Johan Oxenstierna    | 100    | 4      | 14      | 194      | 2        | 4:52,8 min | 5         | 16:25,6 min | 7         | 32,0   |
| 2     | SWE  | Bo Lindman           | 100    | 1      | 2,5     | 167      | 19       | 5:05,1 min | 9         | 16:05,2 min | 4         | 35,5   |
| 3     | USA  | Richard Mayo         | 100    | 2      | 4,5     | 197      | 1        | 5:17,4 min | 14        | 17:37,2 min | 17        | 38,5   |
| 4     | SWE  | Sven Thofelt         | 80     | 15     | 1       | 188      | 9        | 4:32,6 min | 1         | 17:04,6 min | 13        | 39,0   |
| 5     | GER  | Willi Remer          | 92     | 12     | 10      | 189      | 4        | 5:08,5 min | 13        | 16:36,0 min | 8         | 47,0   |
| 6     | GER  | Konrad Miersch       | 97     | 10     | 10      | 189      | 5        | 5:23,9 min | 17        | 16:21,0 min | 6         | 48,0   |
| 7     | HUN  | Elemér Somfay        | -24    | 20     | 4,5     | 189      | 6        | 5:07,3 min | 12        | 16:55,6 min | 10        | 52,5   |
| 8     | GBR  | Percy Legard         | 100    | 6      | 18      | 187      | 10       | 5:38,1 min | 18        | 15:12,2 min | 1         | 53,0   |
| 9     | ITA  | Carlo Simonetti      | 100    | 8      | 6       | 191      | 3        | 5:20,7 min | 15        | 19:13,8 min | 21        | 53,0   |
| 10    | FRA  | Ivan Duranthon       | 100    | 7      | 7,5     | 175      | 18       | 5:47,7 min | 19        | 16:03,2 min | 3         | 54,5   |
| 11    | USA  | Brookner Brady       | 100    | 5      | 12      | 174      | 20       | 4:37,9 min | 3         | 17:33,6 min | 16        | 56,0   |
| 12    | ITA  | Eugenio Pagnini      | 100    | 9      | 13      | 173      | 21       | 4:34,3 min | 2         | 17:01,0 min | 11,5      | 56,5   |
| 13    | USA  | Clayton Mansfield    | 90     | 13     | 7,5     | 182      | 16       | 4:54,0 min | 6         | 17:41,4 min | 18        | 60,5   |
| 14    | GBR  | Vernon Barlow        | 100    | 3      | 22      | 184      | 14       | 5:02,0 min | 7         | 17:28,0 min | 15        | 61,0   |
| 15    | GBR  | Jeffrey MacDougall   | DNF    | 24     | 20      | 185      | 12       | 4:48,2 min | 4         | 15:42,0 min | 2         | 62,0   |
| 16    | NED  | Willem van Rhijn     | -9     | 19     | 16      | 185      | 13       | 5:06,3 min | 10        | 16:14,6 min | 5         | 63,0   |
| 17    | GER  | Helmuth Naudé        | 10     | 18     | 10      | 175      | 15       | 5:06,4 min | 11        | 16:41,6 min | 9         | 63,0   |
| 18    | HUN  | Tibor Benkő          | 94     | 11     | 15      | 186      | 11       | 5:21,2 min | 16        | 17:01,0 min | 11,5      | 64,5   |
| 19    | HUN  | Imre Petneházy       | 36     | 16     | 20      | 189      | 7        | 5:02,8 min | 8         | 17:06,6 min | 14        | 65,0   |
| 20    | ITA  | Franco Pacini        | 82     | 14     | 2,5     | 156      | 23       | 7:23,0 min | 23        | 19:51,8 min | 22        | 84,5   |
| 21    | MEX  | Miguel Ortega        | DNF    | 24     | 20      | 188      | 8        | DNF        | 24        | 18:33,4 min | 19        | 95,0   |
| 22    | POR  | Rafael de Sousa      | -111   | 21     | 23      | 176      | 17       | 6:42,1 min | 21        | 19:09,0 min | 20        | 102,0  |
| 23    | POR  | Sebastião de Herédia | -466   | 22     | 17      | 130      | 24       | 6:17,4 min | 20        | 20:15,6 min | 23        | 106,0  |
| 24    | MEX  | José Morales         | 18     | 17     | 24      | 162      | 22       | 7:21,9 min | 22        | 22:55,6 min | 24        | 109,0  |
| DNF   | MEX  | Heriberto Anguiano   | –      | –      | –       | –        | –        | –          | –         | –           | –         | –      |